# Personenunfall
Als Personenunfall gelten im Eisenbahnbetrieb Unfälle, die sich unmittelbar zwischen einem Schienenverkehrsfahrzeug und Personen ereignen. 

## Beschreibung
Bei einem Personenunfall sind ein Schienenfahrzeug und eine Person betroffen, ohne Mitwirkung beispielsweise eines Straßenverkehrsfahrzeuges. 
Häufige Ursache für Personenunfälle sind Gleisüberschreitungen, Unfälle an Baustellen und Schienensuizide. Eine Gleisüberschreitung gilt als Offizialdelikt. In der Schweiz können dafür Bussen bis CHF 10'000 ausgesprochen werden, in Deutschland eine Freiheitsstrafe.
In Deutschland gehören Personenunfälle – oftmals als Notarzteinsatz am Gleis bezeichnet – nach Definition des EBA zu einem gefährlichen Ereignis der Kategorie 1 (Bahnbetriebsunfall).

## Prävention
Um Gleisüberschreitungen zu verhindern werden an neuralgischen Stellen Warntafeln oder Zäune errichtet.
Gleisbaustellen werden von Wärtern und technischen Einrichtungen, wie Rottenwarnanlagen gesichert, welche die Bauarbeiter von herannahenden Zügen warnen.
Als Prävention gegen Schienensuizide werden Personenunfälle im Bereich der Schweizerischen Bundesbahnen nicht mehr aktiv kommuniziert, ausgenommen bei direkt betroffenen Zügen. Ansonsten wird der Streckenunterbruch ohne Angaben eines Grundes publiziert.

## Präzedenzfall Da Costa/Burgermeister
Nach dem Sieg im Schweizer Cup 2013/14 schritten FC-Zürich-Torwart David da Costa und Materialwart Herrmann Burgermeister mit dem Pokal über die Bahngeleise in Zürich-Herdern, um symbolisch für ein Foto der Boulevardzeitung Blick das Zurückholen des Pokals von Titelverteidiger und Stadtrivale GC Zürich, dessen ursprüngliches Stadion Hardturm sich auf der anderen Gleisseite des Letzigrunds befand, darzustellen. Die SBB erstatteten daraufhin Strafanzeige gegen die beiden sowie die Fotografin des Blick. Die Busse, die mit 510 Schweizer Franken vergleichsweise gering ausfiel, wurde vom Verlagshaus Ringier übernommen.